# جيرارد لي
جيرارد لي (بالإنجليزية: Gerard Lee)‏ هو كاتب سيناريو وكاتب ومخرج أسترالي، ولد في 1951 في ملبورن في أستراليا.

## وصلات خارجية
- الموقع الرسمي
- جيرارد لي على موقع IMDb (الإنجليزية)
- جيرارد لي على موقع ألو سيني (الفرنسية)
- جيرارد لي على موقع أول موفي (الإنجليزية)
- جيرارد لي على موقع قاعدة بيانات الأفلام السويدية (السويدية)
- جيرارد لي على موقع قاعدة بيانات الفيلم (الإنجليزية)
- جيرارد لي على موقع كينوبويسك (الروسية)